# Caviphantes flagellatus
Caviphantes flagellatus är en spindelart som först beskrevs av Zhu och Zhou 1992.  Caviphantes flagellatus ingår i släktet Caviphantes och familjen täckvävarspindlar. Inga underarter finns listade i Catalogue of Life.